# West Perrine
West Perrine és una concentració de població designada pel cens dels Estats Units a l'estat de Florida. Segons el cens del 2000 tenia 8.600 habitants.

## Demografia
Segons el cens del 2000, West Perrine tenia 8.600 habitants, 2.642 habitatges, i 2.021 famílies. La densitat de població era de 1.919,4 habitants/km².
Dels 2.642 habitatges en un 39,6% hi vivien nens de menys de 18 anys, en un 36,6% hi vivien parelles casades, en un 31,9% dones solteres, i en un 23,5% no eren unitats familiars. En el 19,4% dels habitatges hi vivien persones soles el 8,7% de les quals corresponia a persones de 65 anys o més que vivien soles. El nombre mitjà de persones vivint en cada habitatge era de 3,25 i el nombre mitjà de persones que vivien en cada família era de 3,71.
Per edats la població es repartia de la següent manera: un 33,9% tenia menys de 18 anys, un 9,6% entre 18 i 24, un 27,4% entre 25 i 44, un 18,9% de 45 a 60 i un 10,2% 65 anys o més.
L'edat mediana era de 30 anys. Per cada 100 dones de 18 o més anys hi havia 81,8 homes.
La renda mediana per habitatge era de 28.420 $ i la renda mediana per família de 29.987 $. Els homes tenien una renda mediana de 27.383 $ mentre que les dones 22.944 $. La renda per capita de la població era de 12.190 $. Entorn del 30,8% de les famílies i el 34,4% de la població estaven per davall del llindar de pobresa.

## Poblacions més properes
El següent diagrama mostra les poblacions més properes.